# Bernhard Freiherr von Breidenbach zu Breidenstein
Bernhard Freiherr von Breidenbach zu Breidenstein (* 26. Juni 1938 in Luckenwalde; † 4. August 2019 in Bad Homburg) war ein deutscher Verbandsjurist und Geschäftsführer des Hessischen Bauernverbandes.

## Familie
Bernhard von Breidenbach war verheiratet und Vater von zwei Kindern. Er stammt aus der Familie von Breidenbach zu Breidenstein,  die der mittelrheinischen Reichsritterschaft des Kantons Wetterau und der fränkischen Reichsritterschaft des Ritterkantons Rhön-Werra angehörte. Die Familie ist heute noch Mitglied der Althessischen Ritterschaft und auf  Schloss Breidenstein ansässig, einem zwischen 1712 und 1714 auf den Resten der mittelalterlichen Burg Breidenstein am Hubenberg erbauten Schlosses und eine um 1910 ergänzend gebaute schlossartige Jugendstilvilla oberhalb des älteren Schlosses in Breidenstein, Landkreis Marburg-Biedenkopf in Mittelhessen.

## Leben
Bernhard von Breidenbach begann ein Studium der Rechtswissenschaften an der Universitäten Heidelberg, Berlin und Göttingen und beendete mit den beiden Staatsexamina seine Ausbildung mit dem Assessorexamen und war seit 1970 als Rechtsanwalt zugelassen.
Er war bis zu seiner Pensionierung Generalsekretär des Hessischen Bauernverbandes, der mit seinen 18 Kreis- und Regionalbauernverbänden die Interessen von rund 20.000 hessischen landwirtschaftlichen Betrieben vertritt.
Er war Rechtsritter des Johanniterordens.